# Hounslow Central (métro de Londres)
Hounslow Central est une station de la Piccadilly line du métro de Londres, en zone 4. Elle est située à Hounslow, dans le Borough londonien de Hounslow.

## Histoire
La station est mise en service le 1er avril 1886.

## À proximité
- Hounslow (ville)
- Hounslow Civic Centre (en)
- Osterley Park